# Garant (Person)
Der Garant ist eine Person, die rechtlich dafür einzustehen hat, dass ein bestimmter strafrechtlich relevanter Erfolg nicht eintritt.
Nach § 13 Abs. 1 Strafgesetzbuch (StGB) hat der Garant für sein Unterlassen wie ein Begehungstäter einzustehen. Unterlässt also beispielsweise der Garant eine Rettungshandlung und kommt die zu schützende Person zu Tode, so wird er bei entsprechendem Vorsatz nicht nur wegen unterlassener Hilfeleistung nach § 323c StGB mit Freiheitsstrafe bis zu einem Jahr oder mit Geldstrafe, sondern wegen Totschlags oder gar Mordes durch Unterlassen mit Freiheitsstrafe nicht unter fünf Jahren oder sogar lebenslanger Freiheitsstrafe bestraft (§ 212, § 211 StGB).
Wegen des unterschiedlichen Strafrahmens ist die Frage, ob eine Garantenstellung vorliegt, von erheblicher Bedeutung. Eine Garantenpflicht konnte indes durch die Rechtswissenschaft trotz intensiver Bemühungen bisher nicht in konsensfähiger Weise begründet werden. Die Rechtspraxis und der überwiegende Teil der Wissenschaft begnügen sich daher mit einer Systematisierung der anerkannten Garantenstellungen mittels Fallgruppen, die gemäß der weithin anerkannten Funktionenlehre Armin Kaufmanns in Beschützer- und Überwachergaranten zu unterteilen sind.
Diskutiert wird eine Garantenstellung bei:
- einem besonderen persönlichen Näheverhältnis in der Familie, etwa zwischen Eltern und Kindern, Geschwistern, Eheleuten, in einer Lebenspartnerschaft oder nach einem Verlöbnis,[2] selbst wenn das Verhältnis zerrüttet ist[3]
- öffentlich-rechtlicher Pflichtenstellung von Polizeibeamten für die durch Strafgesetze geschützten Rechtsgüter im Rahmen ihrer Dienstausübung. Ein Polizeibeamter ist auch verpflichtet, seine Dienststelle über privat gewonnenes Wissen strafbarer Handlungen in Kenntnis zu setzen, wenn diese strafbaren Handlungen in die Phase seiner Dienstausübung hineinreichen und wenn eine Abwägung zwischen dem öffentlichen Interesse an der Straftatverhinderung bzw. Straftatverfolgung und dem privaten Interesse des Beamten am Schutz seiner Privatsphäre angesichts der Schwere der Straftat ein Überwiegen des öffentlichen Interesses ergibt.[4][5][6]
- Verantwortlichkeit für vorangegangenes Tun (Ingerenz): derjenige, der durch sein Verhalten die Gefahr eines Schadens geschaffen hat, ist rechtlich verpflichtet, den Eintritt des Schadens nach seinen Kräften abzuwenden[7]
- tatsächlicher Übernahme im Rahmen gegenseitiger vertraglicher Beziehungen und einem besonderen Vertrauensverhältnis, z. B. in einer ständigen Geschäftsbeziehung, kraft überlegenen Fachwissens oder generell in Situationen, in denen der eine darauf angewiesen ist, dass ihm der andere für die seine Entschließung maßgebenden Umstände offenbart[8]
- Geschäftsherrenhaftung.[9] Zu prüfen ist jeweils, welches konkrete Verhalten in strafrechtlicher Hinsicht von dem Betriebsinhaber und den zuständigen Unternehmensmitarbeitern zur Verhinderung von Rechtsgutsverletzungen bei Dritten oder der Umwelt zu verlangen ist, da es keine „allgemeingültige, richtige Organisationsstruktur“ gibt, an der die jeweils erforderlichen Maßnahmen gemessen werden könnten.[10]